# Bundeskriminalamt

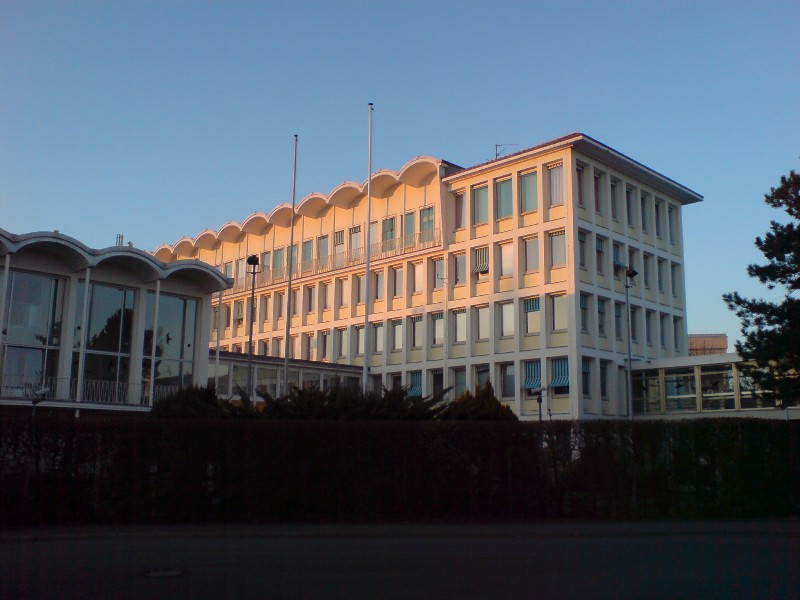
BKA:s huvudbyggnad på Thaerstraße i Wiesbaden.

Bundeskriminalamt (BKA), Tysklands federala kriminalpolis med säte i Wiesbaden. BKA har 5 500 anställda, varav ungefär hälften är poliser.

## Uppdrag
BKA kan bäst beskrivas som Tysklands motsvarighet till amerikanska FBI. Precis som USA består Tyskland av delstater med sina egna polismyndigheter. Under 1970-talet märktes ett allt större behov av en organisation som kunde verka över hela Tyskland då de enskilda delstaternas polismyndigheter var för isolerade gentemot varandra när brottslingar åkte mellan dem. BKA som grundats redan under 1950-talet omorganiserades och blev den nya rikstäckande organisationen. Horst Herold kom att leda BKA:s utveckling och var mannen bakom det stora datorsystem som skapades med register över misstänkta. Registret kom sedermera att leda till en debatt kring vilka som fanns med och varför. Bland BKA:s mer uppmärksammade fall hör de mångåriga spaningarna och gripandena av medlemmar ur Röda armé-fraktionen.

## Organisation

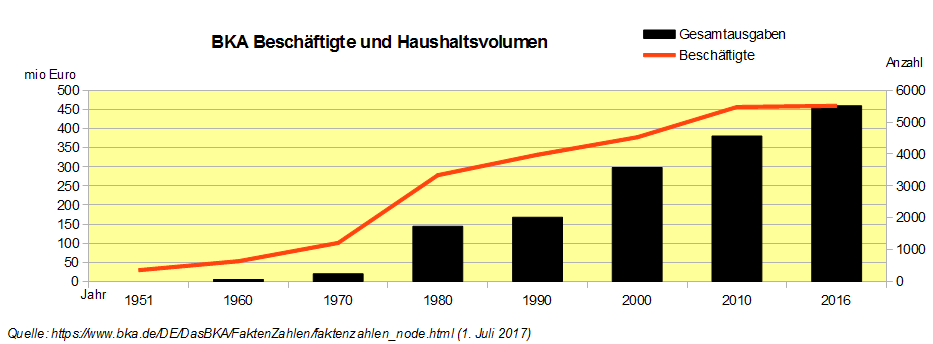
Antal anställda (rött) och budget (svart, miljoner euro) för BKA över tid 1951-1960.

Under verksledningen finns följande avdelningar.
- Abteilung IK för internationellt samarbete.
- Abteilung SO för grov och organiserad brottslighet.
- Abteilung ZD för centralkriminalpolisen.
- Abteilung ZV för administrativa frågor.
- Abteilung IT för informationsteknologiska frågor.
- Abteilung ST för polisiär säkerhetstjänst.
- Abteilung SG för personskydd.
- Abteilung KT vilken är det kriminaltekniska institutet.
- Abteilung KI vilken är institutet för kriminalistik.[3]

## Personal

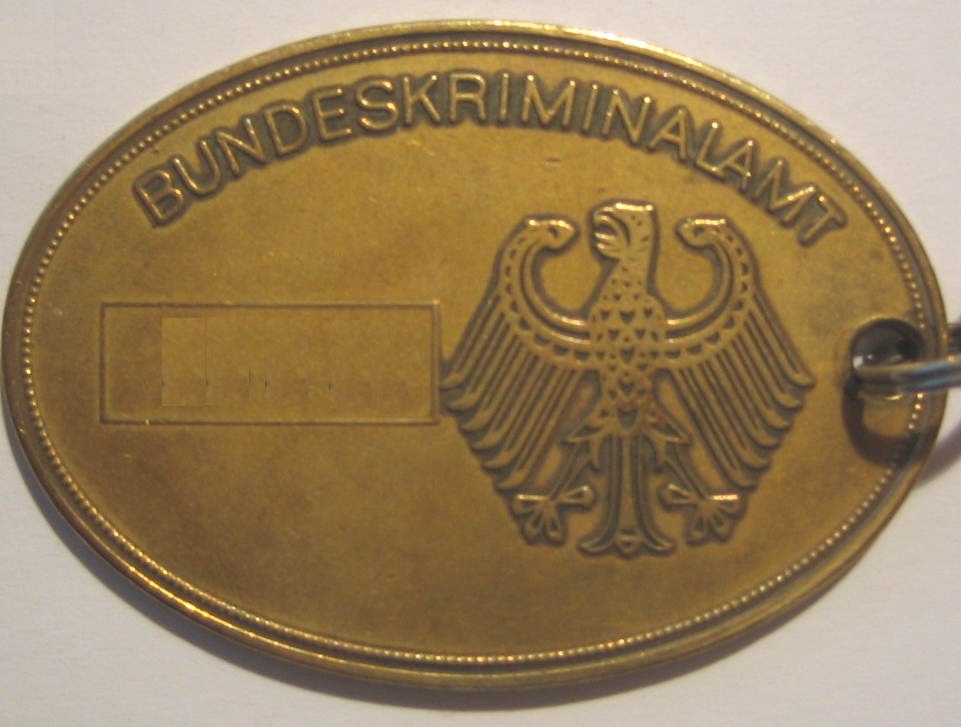
Polisbricka från BKA.

### gehobener Kriminaldienst des Bundes = Kriminalkommissariekarriären
Inträdeskrav
- Utbildning: Studentexamen med goda betyg.
- Ålder: högst 33 år.
- Urvalsförfarande: (1) intelligenstest, koncentrationsprov, rättskrivningsprov; (2) idrottsprov; (3) gruppdiskussion, referat, intervju med antagningsnämnd; (4) läkarundersökning.

Grundläggande utbildning
- Lärosäte: Fachhochschule des Bundes für öffentliche Verwaltung.
- Utbildningstidens längd: tre år.
- Betald utbildning, bostad i studenlägenheter.
- Examen: Bachelor of Arts.

Anställningsförhållanden
- Provanställning: tre år som Kriminalkommissar/Kriminalkommissarin auf Probe.
- Fast anställning: Efter tre års provanställning sker fullmaktsanställning, som Kriminalkommissar/ Kriminalkommissarin.[4]

Lönegrader och tjänstegrader
| Lönegrad | Tjänstegrad                   | Månadslön 2009 grundlön utan tillägg | Motsvarande grad i den svenska polisen |
| -------- | ----------------------------- | ------------------------------------ | -------------------------------------- |
| A9       | Kriminalkommissar             | € 2083,80-2738,49                    | Kriminalinspektör                      |
| A10      | Kriminaloberkommissar         | € 2241,19-3076,42                    | Kriminalinspektör (gruppchef)          |
| A11      | Kriminalhauptkommissar        | € 2575,42-3431,27                    | Kriminalkommissarie                    |
| A12      | Kriminalhauptkommissar        | € 2765,75-3786,11                    | Kriminalkommissarie                    |
| A13      | Erster kriminalhauptkommissar | € 3106,43-4208,29                    | Kriminalkommissarie (sektionschef)     |

### Höherer Kriminaldienst des Bundes = Polischefskarriären
Polischefskarriären rekryteras numera enbart från kriminalkommissariekarriären. För övergång till polischefskarriären krävs minst fyra års anställning efter avslutad provtjänstgöring och en högsta ålder av 53 år. Ett urvalsförfarande ligger till grund för denna övergång. Efter övergången till polischefskarriären äger en två år lång masterutbildning i offentlig förvaltning och polisledning rum vid Deutsche Hochschule der Polizei i Münster.
Lönegrader och tjänstegrader
| Lönegrad | Tjänstegrad                          | Månadslön 2009 grundlön utan tillägg | Motsvarande grad i den svenska polisen |
| -------- | ------------------------------------ | ------------------------------------ | -------------------------------------- |
| A13      | Kriminalrat                          | € 3106,43-4208,29                    | Polissekreterare                       |
| A14      | Kriminaloberrat                      | € 3230,91-4659,76                    | Polisintendent                         |
| A15      | Kriminaldirektor                     | € 4190,48-5261,58                    | Polisintendent                         |
| A16      | Leitender Kriminaldirektor           | € 5261,58-5861,48                    | Polisöverintendent                     |
| B4       | Erster Direktor                      | € 6849,55                            | Avdelningschef                         |
| B6       | Vizepräsident beim Bundeskriminalamt | € 7690,94                            | Överdirektör                           |
| B9       | Präsident beim Bundeskriminalamt     | € 9017,18                            | Generaldirektör                        |